# Operación Soberanía (Panamá)
Operación Soberanía u Operación Siembra de Bandera fue un hecho acontecido el 2 de mayo de 1958 en la antigua Zona del Canal de Panamá en donde un grupo aproximado de 75 jóvenes universitarios, en una operación clandestina y secreta, sorprendieron a las autoridades estadounidenses que administraban el canal de Panamá y sembraron en varios lugares simbólicos la bandera panameña.

## Antecedentes
En abril de 1958, la Federación de Estudiantes de Panamá (FEP) le exigió al presidente de Panamá Ernesto de la Guardia adoptara  medidas enérgicas respecto a los incumplimientos de acuerdos con Estados Unidos en referencia al tema del canal de Panamá. Se hablaba de actuar imitando la nacionalización del canal de Suez en Egipto. Sea como fuera, Panamá aún mantenía vigentes las reivindicaciones presentadas en ocasión de la negociación del Tratado Remón-Eisenhower, que los Estados Unidos no habrán atendido, sobre todo en lo referente al enarbolamiento de la bandera panameña en la Zona del Canal de Panamá.

## Hechos
Un grupo de estudiantes universitarios panameños dirigidos por Carlos Arellano Lennox y organizados por la Unión de Estudiantes Universitarios de Panamá, dispuso el 2 de mayo de 1958 de sembrar setenta y cinco banderas panameña de manera pacífica, cívica y silenciosa, a la misma hora y en distintos puntos claves de la Zona del Canal de Panamá, principalmente en el área cercana al edificio de administración del Canal las que fueron recogidas inmediatamente por la Policía zoneíta y devueltas al Gobierno de Panamá.

### Finalidad
Con este hecho se demandaba la revisión de los tratados del Canal de Panamá y la soberanía panameña en el lugar.

## 3 de noviembre de 1959
Posteriormente, el 3 de noviembre de 1959 se realizó la "Siembra de Banderas", liderada por el diputado Aquilino Boyd y el Dr. Ernesto Castillero Pimentel, profesor de la Universidad de Panamá, en la que el pueblo panameño era invitado, de manera pacífica a entrar en la Zona del Canal de Panamá, portando la bandera panameña como un acto de reafirmación de soberanía. Al principio, la protesta fue pacífica, pero cuando el gobierno de la Zona ordenó prohibir la entrada de manifestantes, se produjo una violenta represión y hasta la vejación de una bandera panameña, por parte de algunos policías estadounidenses. Esto alteró los ánimos de los panameños, hasta el punto de que se tuvo que movilizar un destacamento del ejército norteamericano. Hubo personas heridas de ambas partes.

## 28 de noviembre de 1959
El suceso se repitió el 28 de noviembre de 1959 y varias veces con posterioridad pero sin consecuencias trágicas o violentas.

## Consecuencias
Después de una lucha popular y diplomática del Gobierno de Panamá y su pueblo, el 17 de septiembre de 1960, el presidente estadounidense Dwight D. Eisenhower reconoció que la bandera panameña debía ser izada junto con la bandera estadounidense, y se iniciaron así negociaciones, que se consumaron en el Acuerdo Chiari-Kennedy de 1962, que concedieron más libertades sociales y económicas a los panameños dentro de la Zona del Canal. También con este acuerdo, se creó una comisión bipartita que resolvería el asunto de la bandera.
La Operación Soberanía fue el inicio de otras gestas patrióticas que consiguieron sembrar la bandera panameña en la Zona del Canal el 3 y 4 de noviembre de 1959 y el 9 de enero de 1964. Producto de estas luchas se acuñaron las frases “El que siembra banderas cosecha soberanía” y “Un solo territorio, una sola bandera”.